# Mistrovství světa v zápasu řecko-římském 2003
Mistrovství světa v zápasu řecko-římském proběhlo v Créteil, Francie v roce 2003.

## Výsledky
| Kategorie | Podrobnosti | Zlato                     | Stříbro                    | Bronz                  |
| --------- | ----------- | ------------------------- | -------------------------- | ---------------------- |
| -55 kg    | podrobně    | Dariusz Jabłoński (POL)   | Im Te-won (KOR)            | Lázaro Rivas (CUB)     |
| -60 kg    | podrobně    | Armen Nazarjan (BUL)      | Roberto Monzón (CUB)       | Eusebiu Diaconu (ROU)  |
| -66 kg    | podrobně    | Manučar Kvirkvelija (GEO) | Armen Vardanjan (UKR)      | Levente Füredy (HUN)   |
| -74 kg    | podrobně    | Alexej Gluškov (RUS)      | Konstantin Schneider (GER) | Kim Čin-su (KOR)       |
| -84 kg    | podrobně    | Goča Ciciašvili (ISR)     | Ara Abra'amjan (SWE)       | Attila Bátky (SVK)     |
| -96 kg    | podrobně    | Martin Lidberg (SWE)      | Karam Gaber (EGY)          | Ramaz Nozadze (GEO)    |
| -120 kg   | podrobně    | Chasan Barojev (RUS)      | Mihály Deák-Bárdos (HUN)   | Giorgi Curcumija (KAZ) |